# Grå uggleskärra
Grå uggleskärra (Aegotheles bennettii) är en fågel i familjen uggleskärror.

## Utseende och läte
Grå uggleskärra är en medelstor uggleskärra. Fjäderdräkten är mörkgrå med tunn tvärbandning över hela kroppen. På huvudet syns ett svart centralt hjässband, svarta ögonbryn som går bak i nacken samt ett ljust halsband. Arten liknar australisk uggleskärra, men är mörkare och saknar dennas ljusa kind. Lätet är ett kort och raspigt fallande "kiyo!" eller ett lågt "wak!" som upprepas. 

## Utbredning och systematik
Grå uggleskärra delas in i tre underarter med följande utbredning:
- Aegotheles bennettii plumifer - förekommer på D'Entrecasteaux-öarna Fergusson och Goodenough
- bennettii-gruppen:
  - Aegotheles bennettii wiedenfeldi - förekommer på norra Nya Guinea, från Idenburgfloden till Holnicoteviken.
  - Aegotheles bennettii bennettii - förekommer utmed kusten av sydöstra Nya Guinea, från Koembefloden till Milne Bay.

Tidigare behandlades även vogelkopuggleskärra (A. affinis) som underart, men behandlas idag oftast som egen art.

## Levnadssätt
Grå uggleskärra är vanligt förekommande i skogsområden, i både lågland och förberg.

## Status
Arten har ett stort utbredningsområde och beståndet anses stabilt. Internationella naturvårdsunionen IUCN listar den därför som livskraftig (LC).